# Secteur forestier de Borrèze
Le site Secteur forestier de Borrèze est une zone naturelle d'intérêt écologique, faunistique et floristique (ZNIEFF) française du département de la Dordogne, en région Nouvelle-Aquitaine.

## Situation
Dans le quart sud-est du département de la Dordogne, le site « Secteur forestier de Borrèze » s'étend sur 7 321,54 hectares, sur le territoire de six communes de la Dordogne : Borrèze, Carlux, Orliaguet, Peyrillac-et-Millac, Salignac-Eyvigues et Simeyrols. Cependant, selon la carte du site, sept autres communes sont marginalement concernées par cette ZNIEFF : quatre en Dordogne : Cazoulès, Jayac, Nadaillac et Paulin, et trois dans le Lot : Lachapelle-Auzac, Gignac et Souillac.
Environ 85 % de la superficie de la ZNIEFF est concentrée sur trois communes : environ 37 % sur le territoire de Salignac-Eyvigues, 35 % sur Borrèze, et 13 % sur Orliaguet (entièrement incluse dans cette ZNIEFF).
La zone s'étage entre 100 et 320 mètres d'altitude sur les coteaux en bordure nord de la Dordogne et le long des vallées de deux de ses affluents, la Borgne et la Borrèze, ainsi que les affluents de cette dernière.

## Description
Le site « Secteur forestier de Borrèze » est une zone naturelle d'intérêt écologique, faunistique et floristique (ZNIEFF) de type II, c'est-à-dire qu'elle représente un ensemble naturel riche ou peu modifié, qui offre des potentialités biologiques importantes. Elle possède un rôle fonctionnel ainsi qu'une cohérence écologique et paysagère et inclut territorialement l’intégralité de deux ZNIEFF de type I beaucoup plus restreintes : « Coteaux calcaires du secteur de Borrèze », et « Hêtraie du Claud »,, ainsi que partiellement une troisième ZNIEFF de type I : « Grottes de la Forge et environs »,,
La ZNIEFF « Secteur forestier de Borrèze » est composée de forêts dans lesquelles subsiste un habitat dispersé avec quelques petits bourgs (Borrèze, Eyvigues, Millac et Orliaguet) ; son intérêt majeur réside dans son couvert forestier dense et la présence de deux espèces déterminantes de plantes.
Des recensements y ont été effectués au niveau floristique.

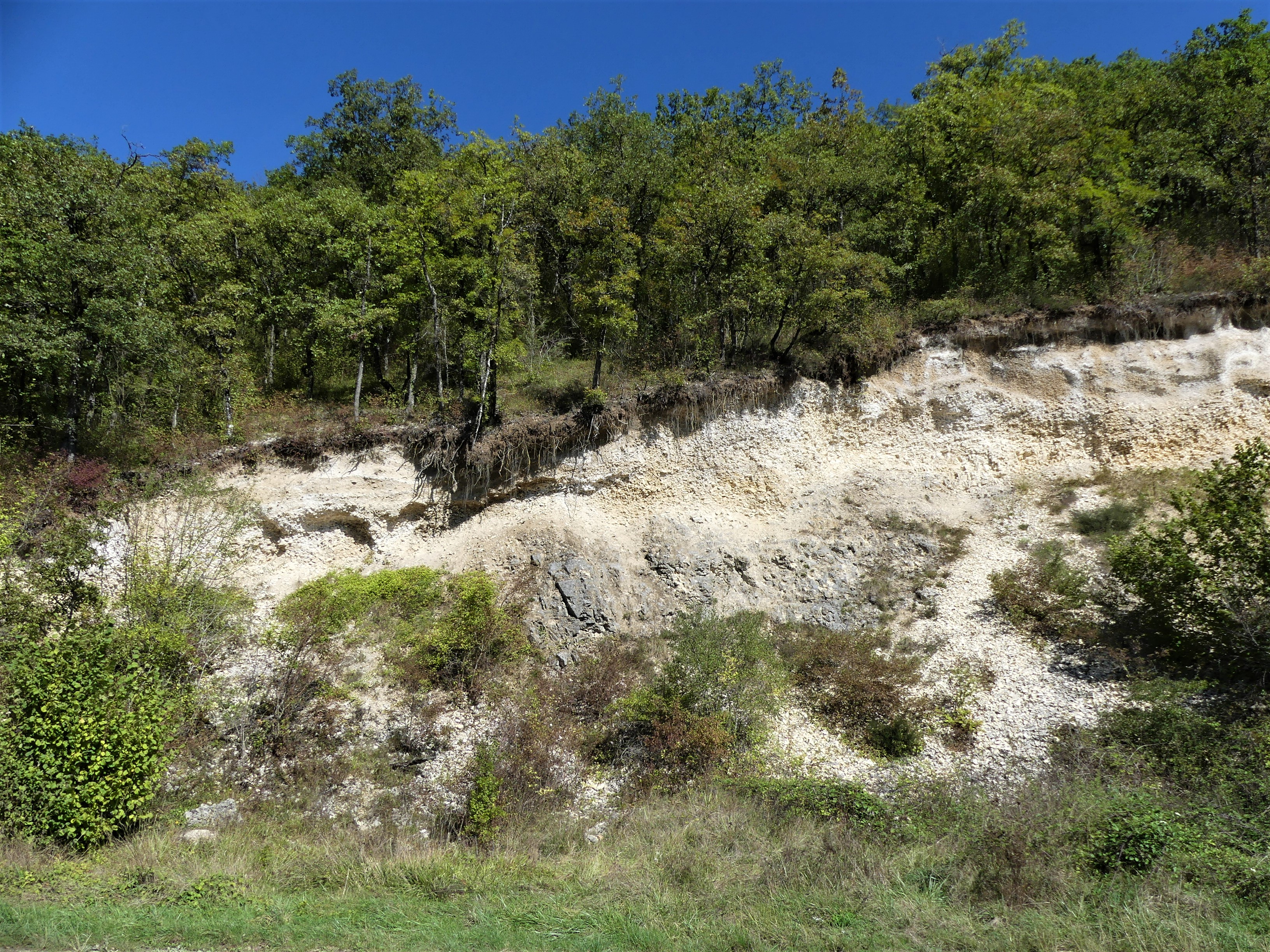
Borrèze : coteau au bord de la RD 62, à l'ouest de la Pouyade.
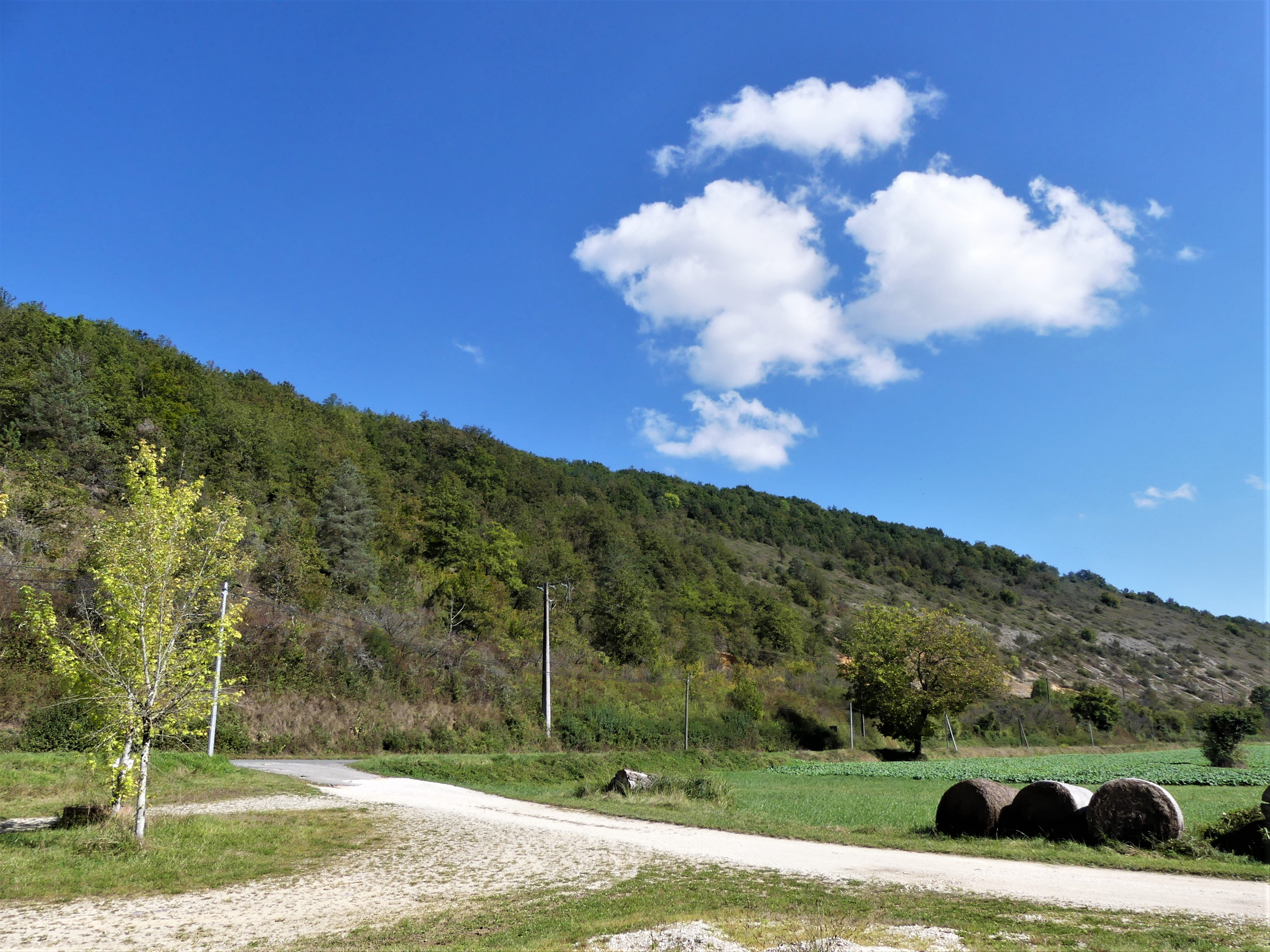
Coteau à l'est du terrain de sports de Borrèze.
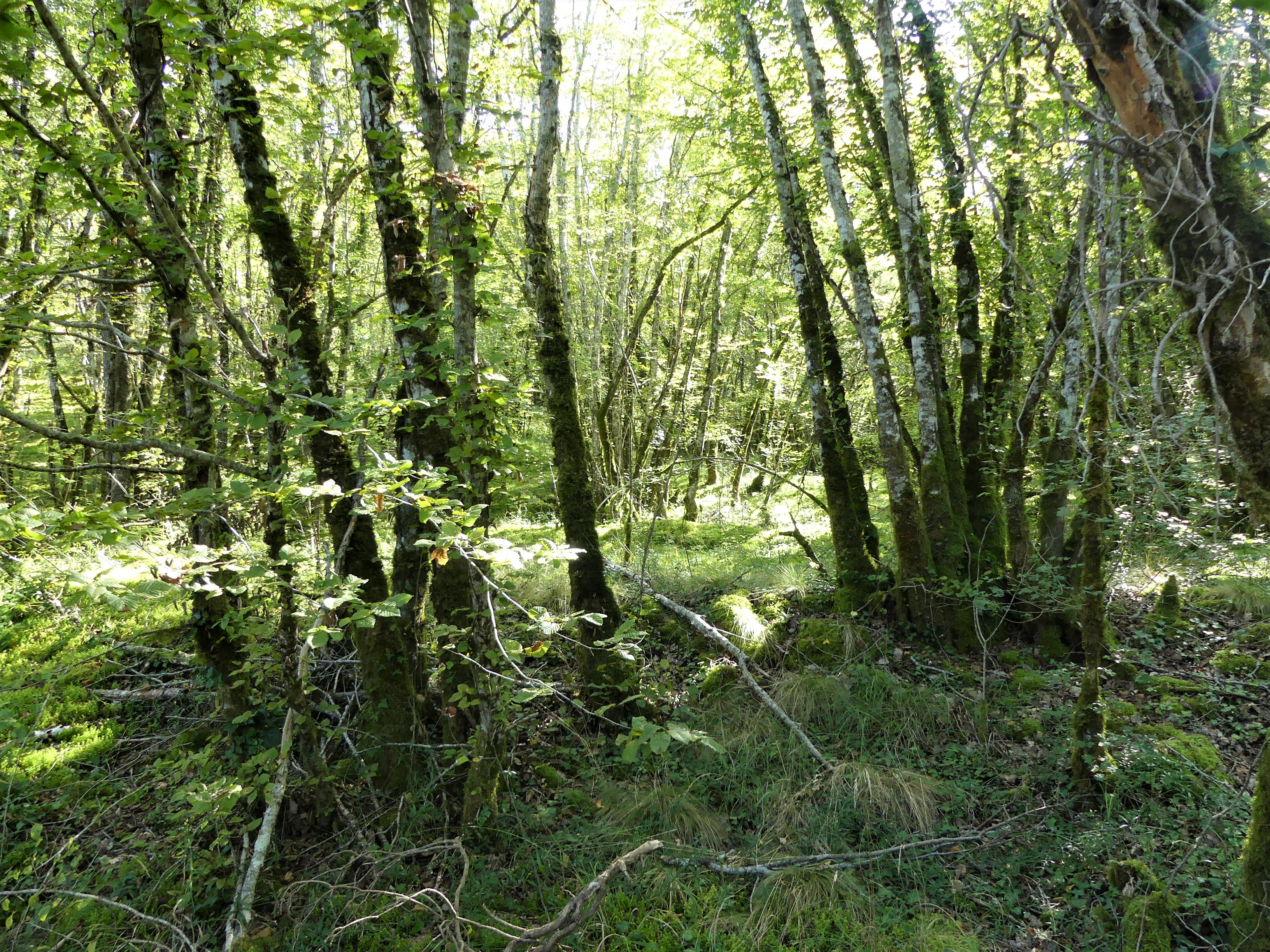
Sous-bois à Salignac-Eyvigues, près du Pas du Loup.
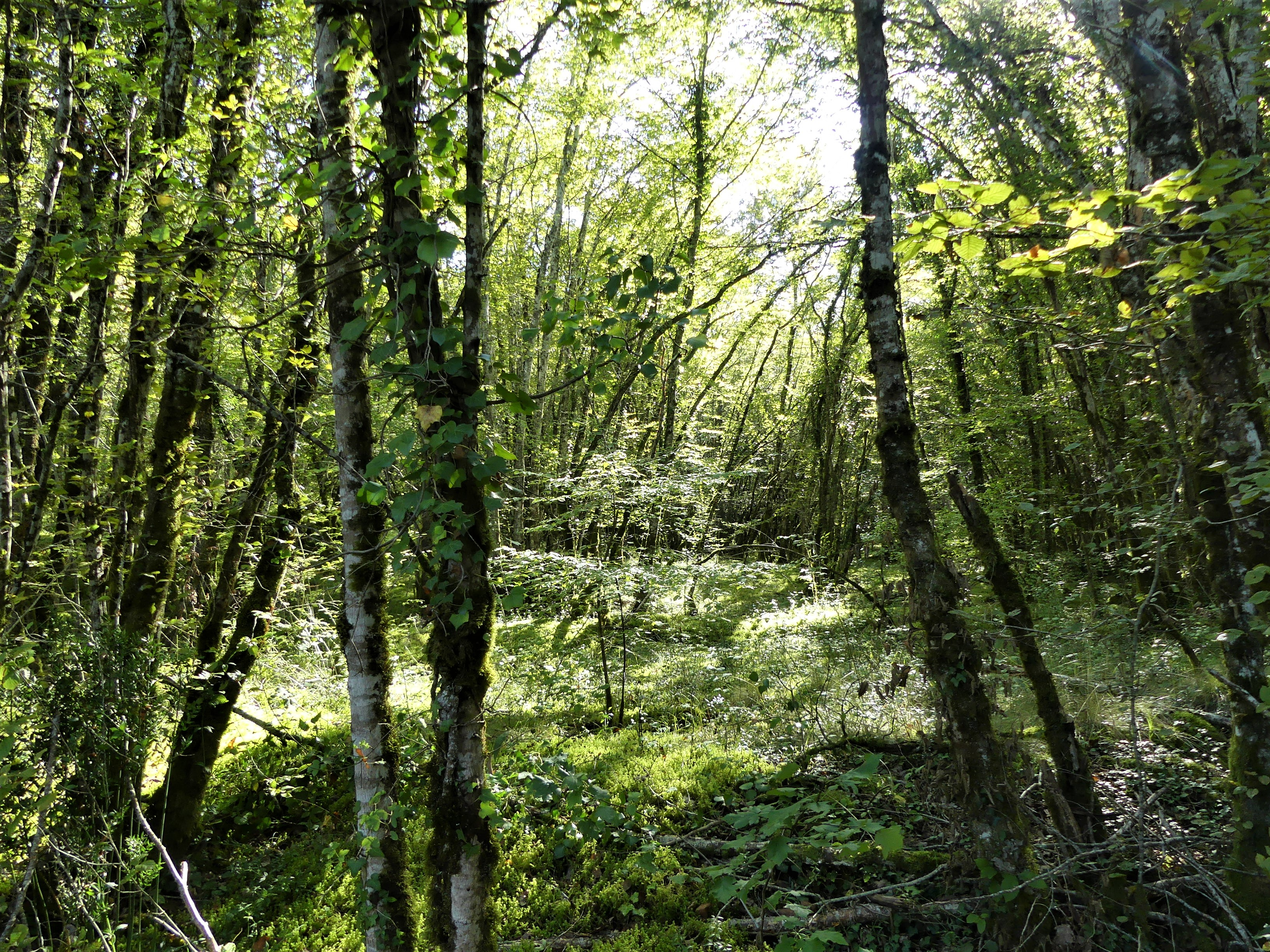
Idem.
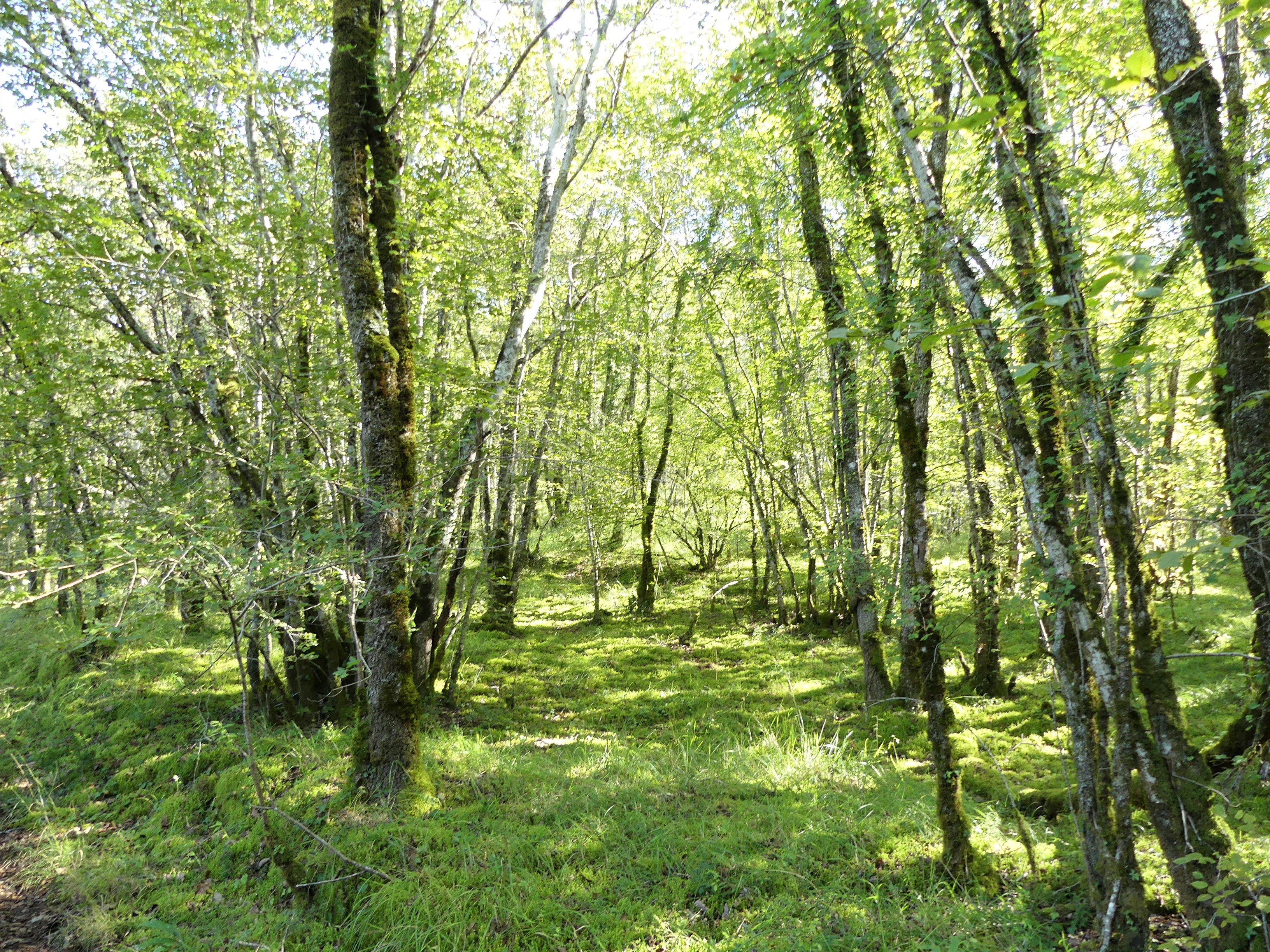
Idem.

## Flore recensée
Deux espèces déterminantes de plantes ont été recensées sur la ZNIEFF en 2012 et 2015 : l'Euphorbe de Séguier (Euphorbia seguieriana) et la Leuzée conifère (Rhaponticum coniferum).
Les autres espèces végétales — non déterminantes — qui y ont été répertoriées sont les suivantes :
- 84 phanérogames : l'Alisier blanc (Sorbus aria), l'Anémone des bois (Anemone nemorosa), l'Ancolie commune (Aquilegia vulgaris), l'Argyrolobe de Linné (Argyrolobium zanonii), le Bec-de-grue à feuille de Mauve (Erodium malacoides), le Brachypode des bois (Brachypodium sylvaticum), la Bugrane naine (Ononis pusilla), la Bugrane striée (Ononis striata), le Buis commun (Buxus sempervirens), la Cardère velue (Dipsacus pilosus), la Céphalanthère à feuilles étroites (Cephalanthera longifolia), le Chardon noirâtre (Carduus nigrescens), le Charme commun (Carpinus betulus), le Châtaignier commun (Castanea sativa), le Chêne pubescent (Quercus pubescens), le Chèvrefeuille des haies (Lonicera xylosteum), le Cormier (Sorbus domestica), le Cornouiller mâle (Cornus mas), le Cornouiller sanguin (Cornus sanguinea), la Crapaudine des Alpes (Sideritis hyssopifolia), l'Épervière des murs (Hieracium murorum), l'Épiaire officinale (Stachys officinalis), l'Érable champêtre (Acer campestre), l'Érable de Montpellier (Acer monspessulanum), l'Euphorbe des bois (Euphorbia amygdaloides), l'Euphorbe velue (Euphorbia illirica), l'Euphraise jaune (Odontites luteus), la Fétuque ovine (Festuca ovina), le Fumana à tiges tombantes (Fumana procumbens), le Fumana fausse bruyère (Fumana ericoides), le Gaillet odorant (Galium odoratum), le Genévrier commun (Juniperus communis), la Germandrée des montagnes (Teucrium montanum), la Germandrée petit-chêne (Teucrium chamaedrys), la Germandrée scorodoine (Teucrium scorodonia), la Gesse des montagnes (Lathyrus linifolius var. montanus), la Gesse noire (Lathyrus niger), la Globulaire commune (Globularia bisnagarica), le Grémil pourpre bleu (Buglossoides purpurocaerulea), l'Hellébore fétide (Helleborus foetidus), le Hêtre commun (Fagus sylvatica), l'Hysope (Hyssopus officinalis), l'Immortelle commune (Helichrysum stoechas), l'Inule des montagnes (Inula montana), la Jacinthe des bois (Hyacinthoides non-scripta), la Koélérie du Valais (Koeleria vallesiana), la Laîche des bois (Carex sylvatica), la Laîche digitée (Carex digitata]), la Laîche glauque (Carex flacca), la Laitue des vignes (Lactuca viminea), la Lavande à larges feuilles (Lavandula latifolia), le Limodore à feuilles avortées (Limodorum abortivum), la Linaire couchée (Linaria supina), le Liseron des Cantabriques (Convolvulus cantabrica), la Luzule de Forster (Luzula forsteri), la Mélique ciliée (Melica ciliata), la Mélique uniflore (Melica uniflora), la Mélitte à feuilles de mélisse (Melittis melissophyllum), la Mercuriale vivace (Mercurialis perennis), le Millepertuis androsème (Hypericum androsaemum), le Millepertuis des montagnes (Hypericum montanum), le Millet diffus (Milium effusum), le Muguet de mai (Convallaria majalis), le Néflier (Mespilus germanica), la Néottie nid d'oiseau (Neottia nidus-avis), l'Orchis mâle (Orchis mascula), l'Orpin à pétales droits (Sedum ochroleucum (en)), le Petit boucage (Pimpinella saxifraga), la Phalangère à fleurs de Lis (Anthericum liliago), la Pulmonaire à feuilles étroites (Pulmonaria angustifolia), la Pulmonaire semblable (Pulmonaria affinis), la Raiponce orbiculaire (Phyteuma orbiculare), le Rosier des champs (Rosa arvensis), la Rue officinale (Ruta graveolens), la Sanicle d'Europe (Sanicula europaea), le Sceau-de-Salomon multiflore (Polygonatum multiflorum), le Sceau-de-Salomon odorant (Polygonatum odoratum), la Scille à deux feuilles (Scilla bifolia), le Silène enflé (Silene vulgaris), la Stéhéline douteuse (Staehelina dubia), la Tanaisie en corymbe (Tanacetum corymbosum), le Thésium divariqué  (Thesium divaricatum), la Violette des bois ( Viola reichenbachiana ) et la Viorne lantane (Viburnum lantana) ;
- trois ptéridophytes : la Capillaire noire (Asplenium adiantum-nigrum), le Polystic à aiguillons  (Polystichum aculeatum) et la Scolopendre  (Asplenium scolopendrium var. scolopendrium).

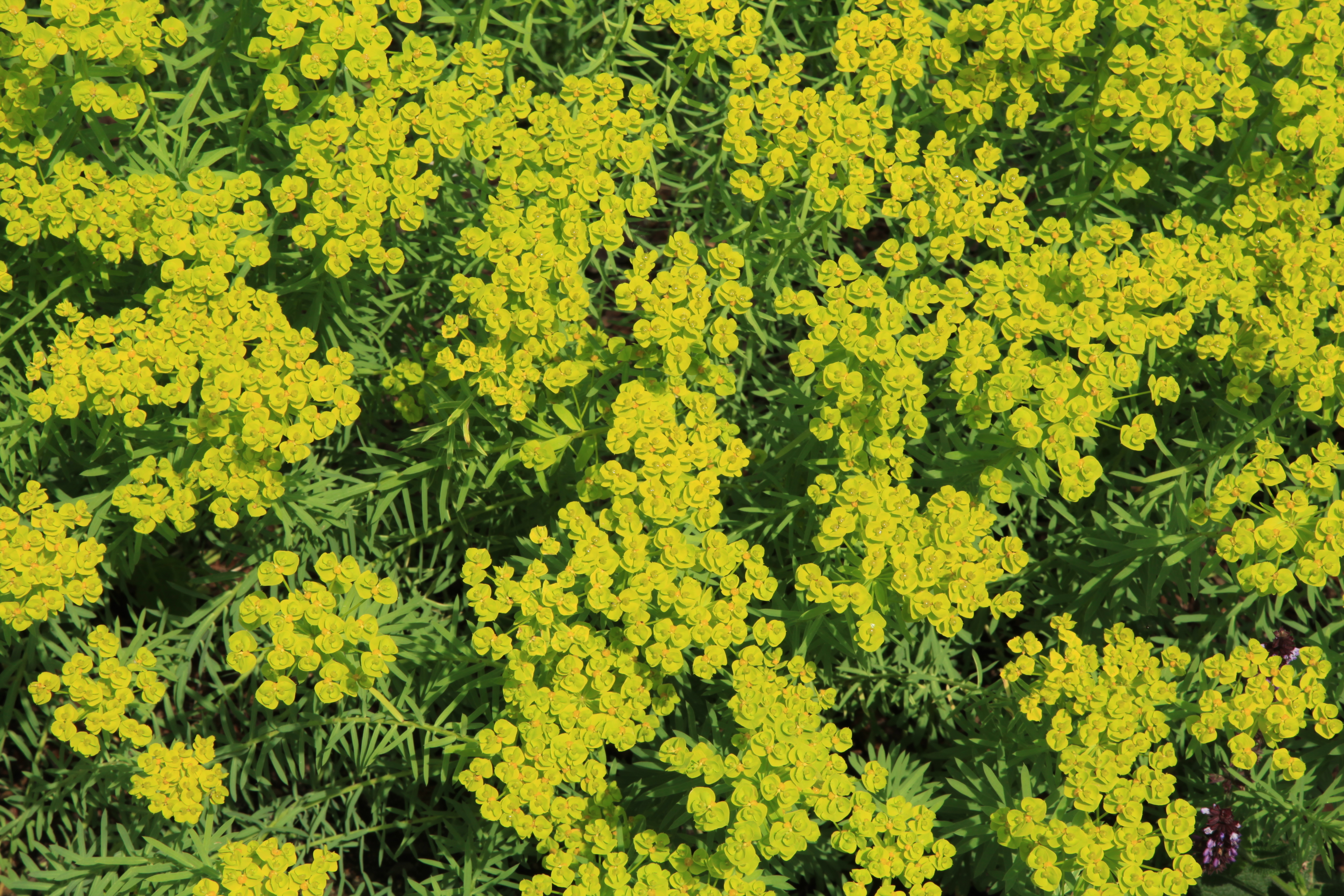
Euphorbe de Séguier.
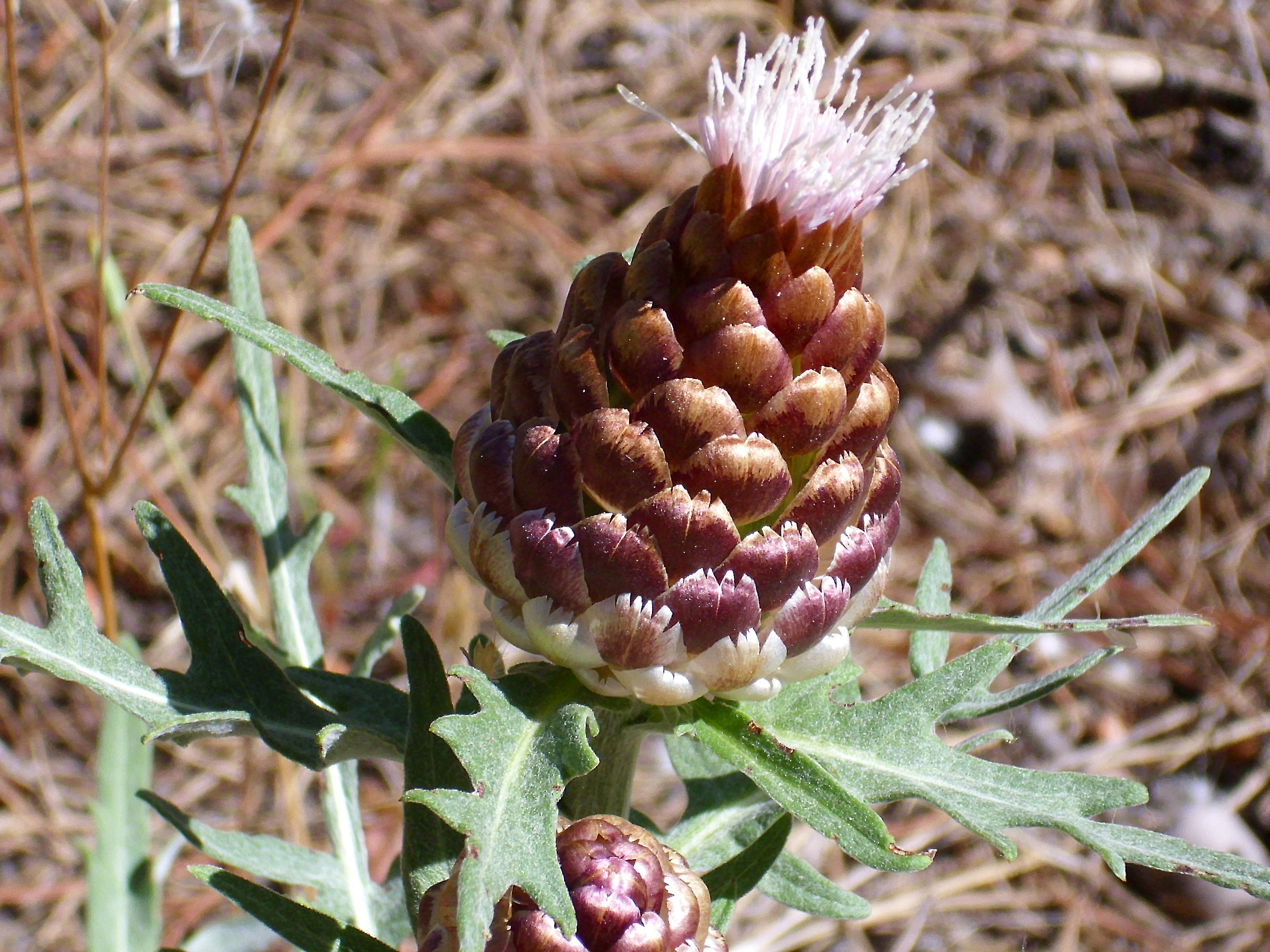
Leuzée conifère.
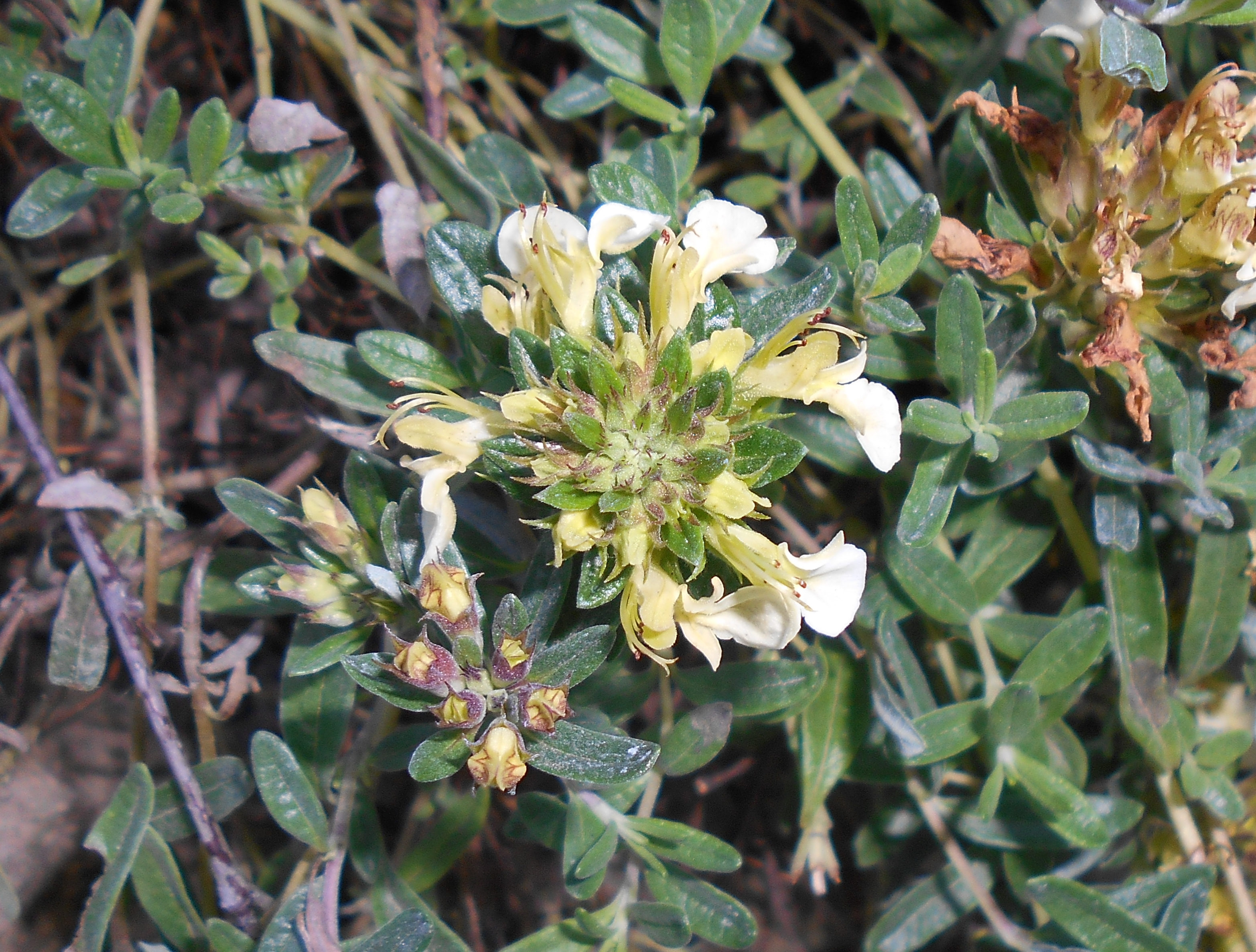
Germandrée des montagnes.
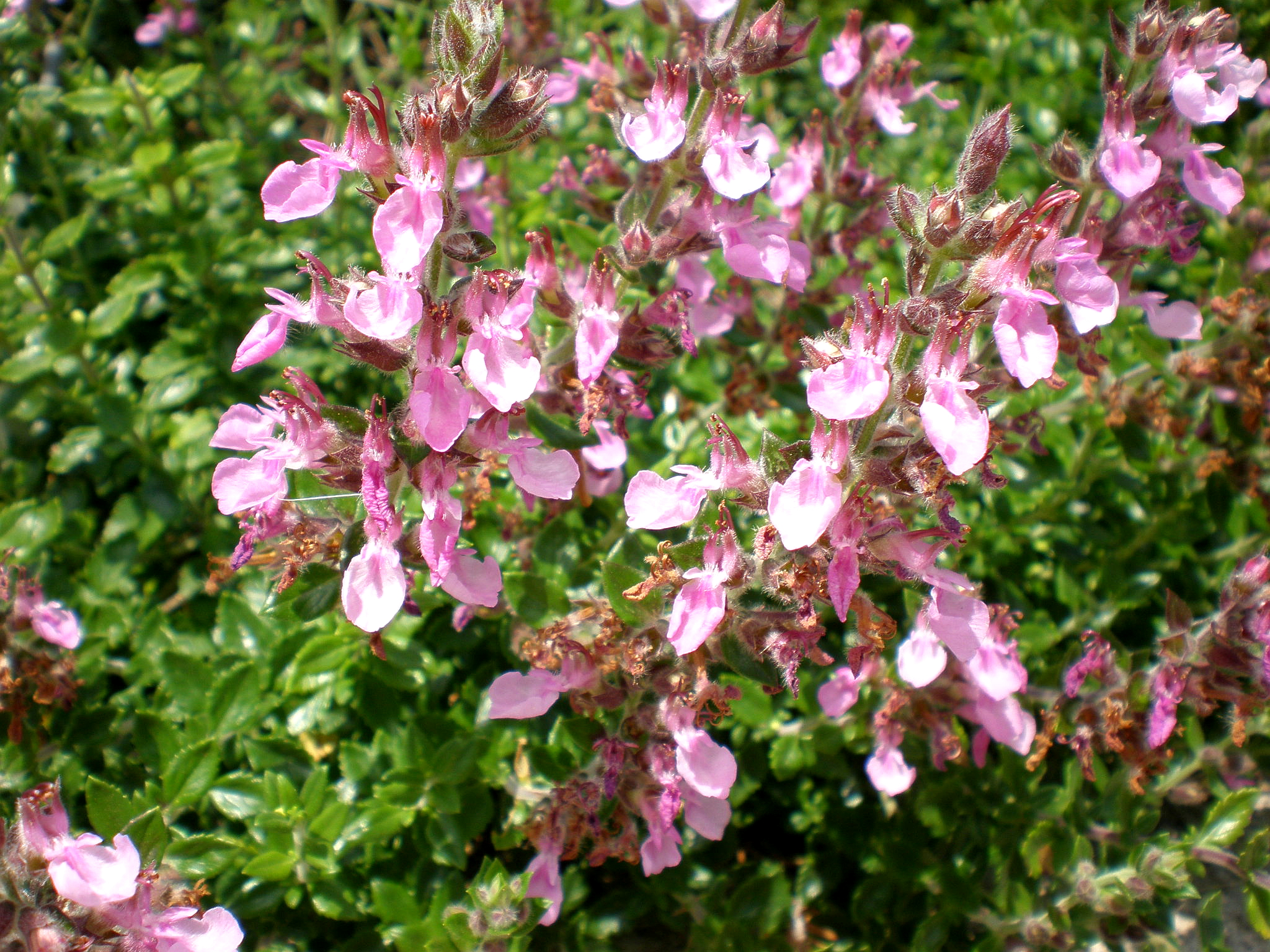
Germandrée petit-chêne.
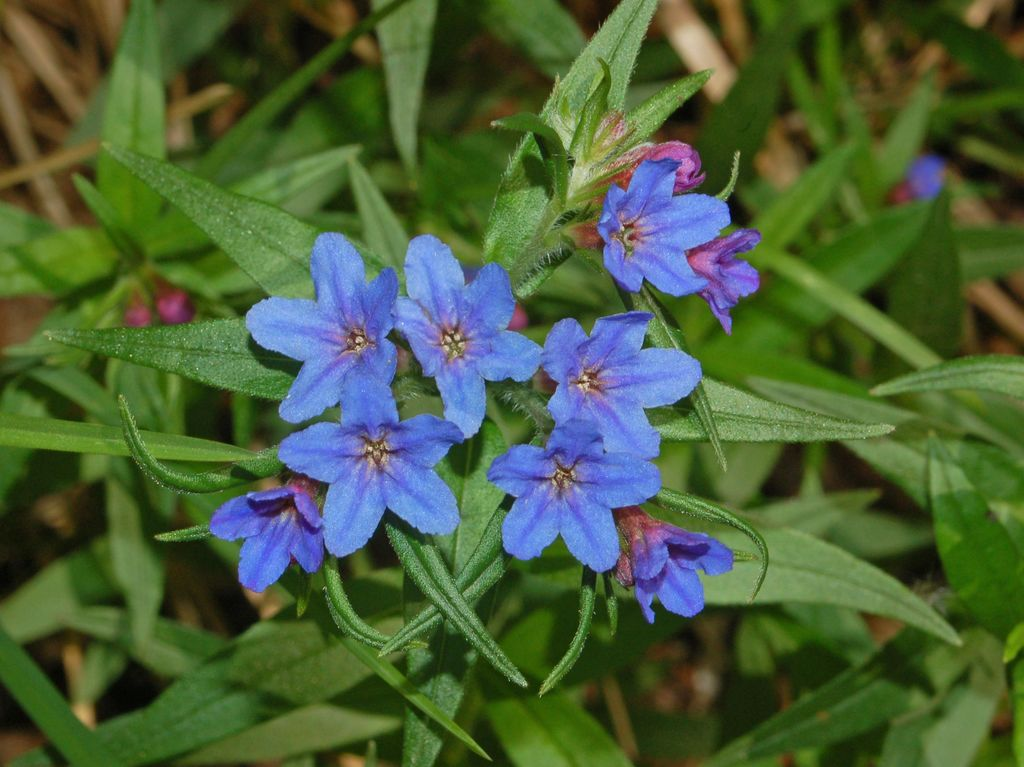
Grémil pourpre bleu.

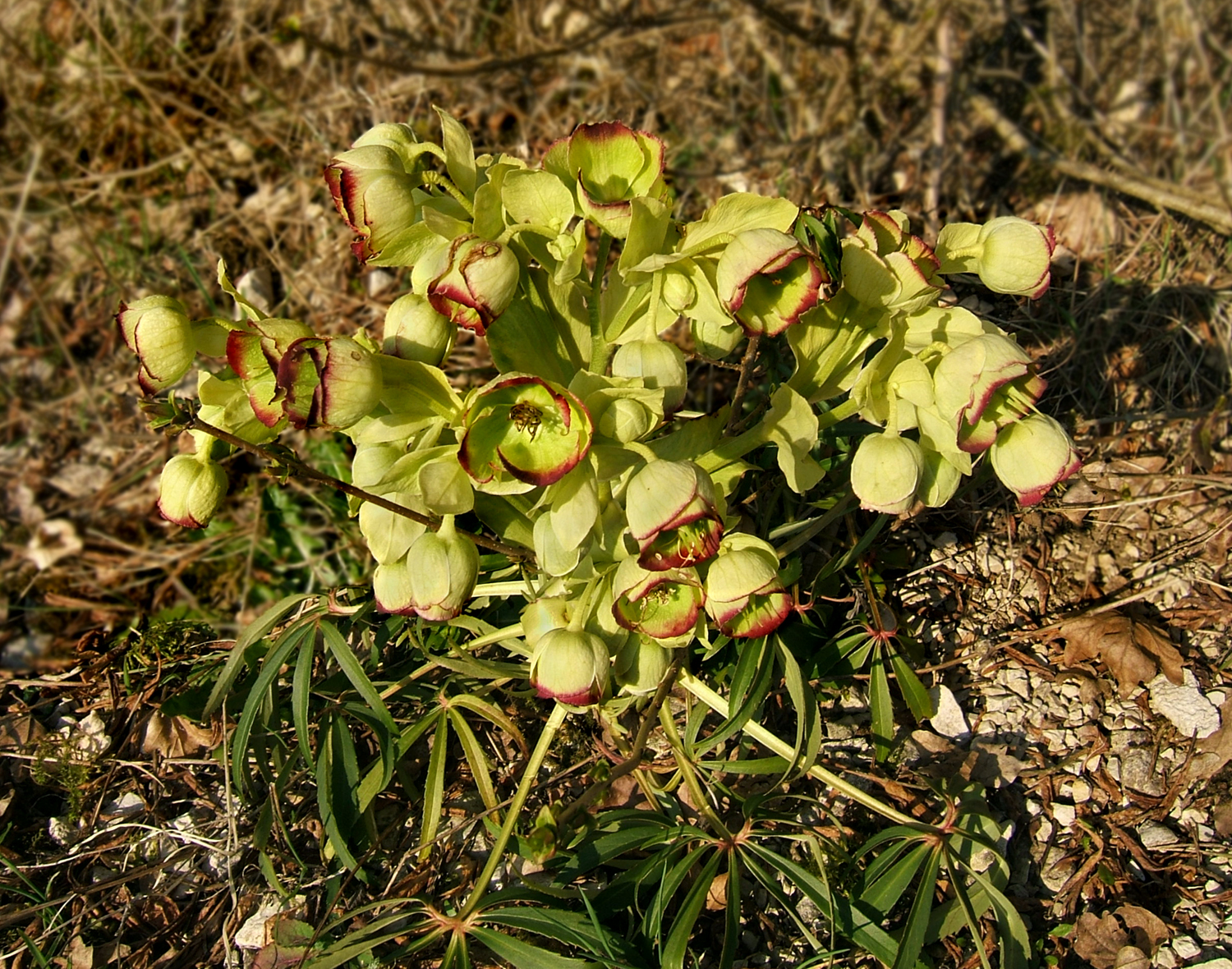
Hellébore fétide.
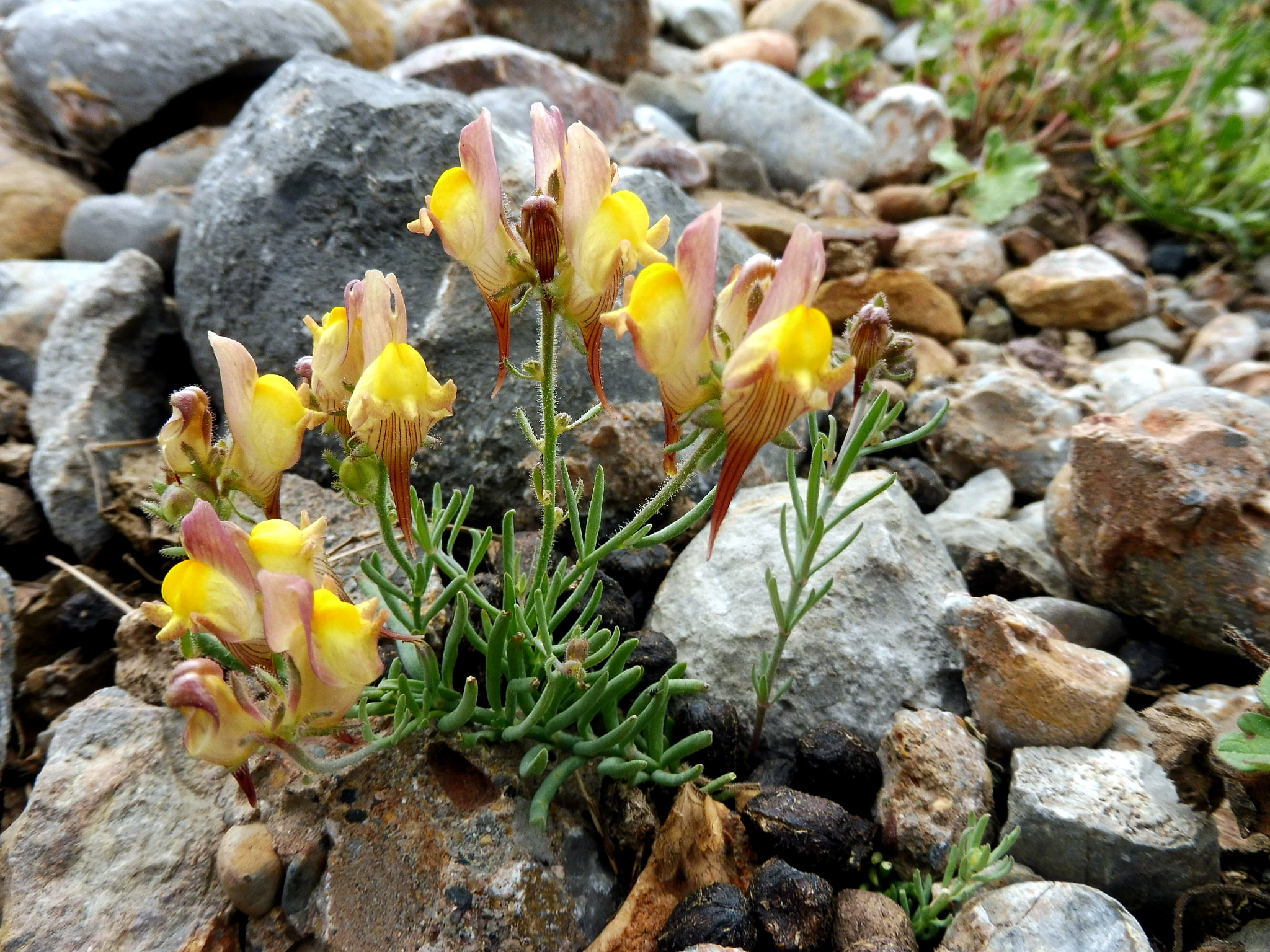
Linaire couchée.
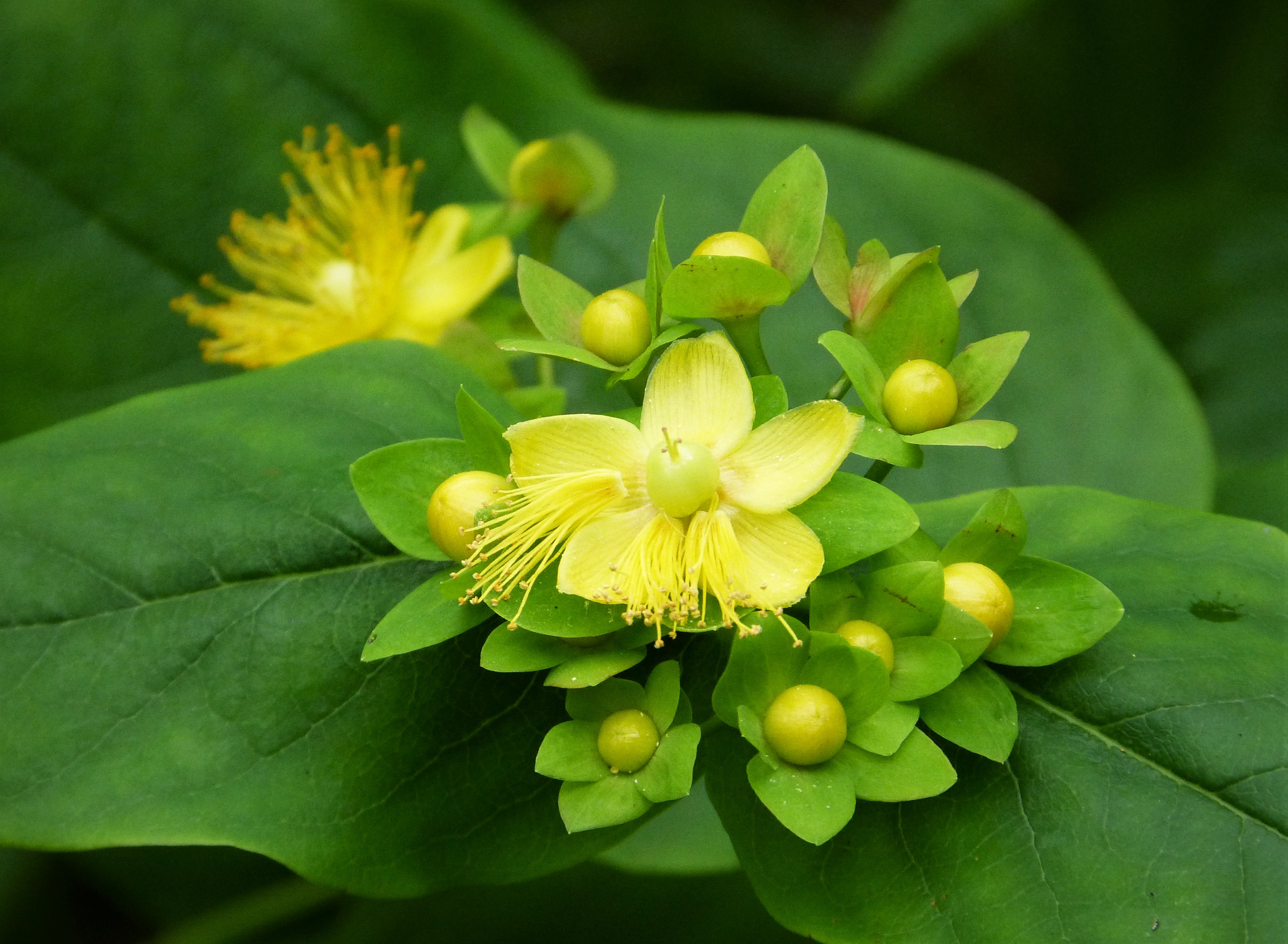
Millepertuis androsème.
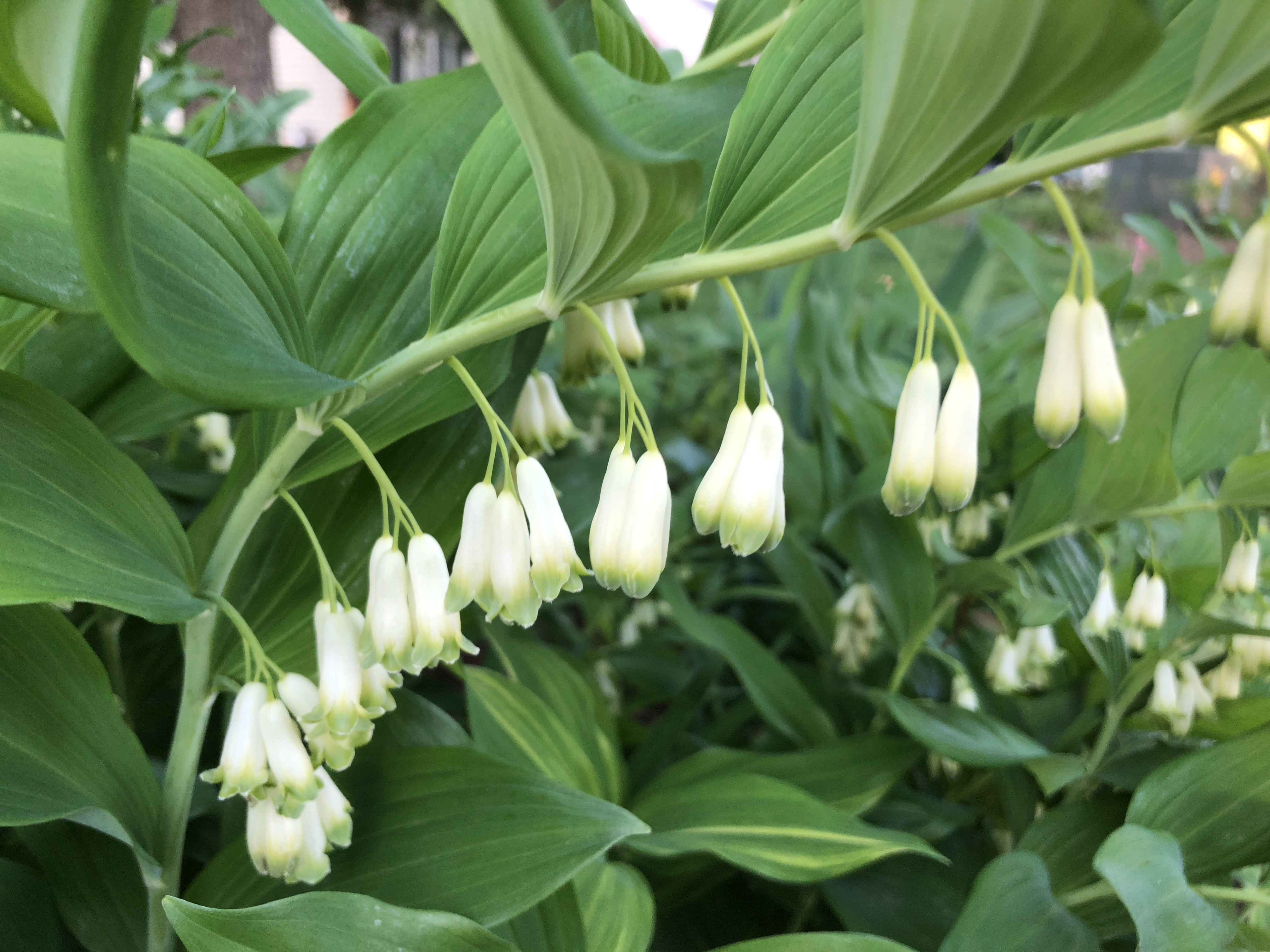
Sceau-de-Salomon odorant.
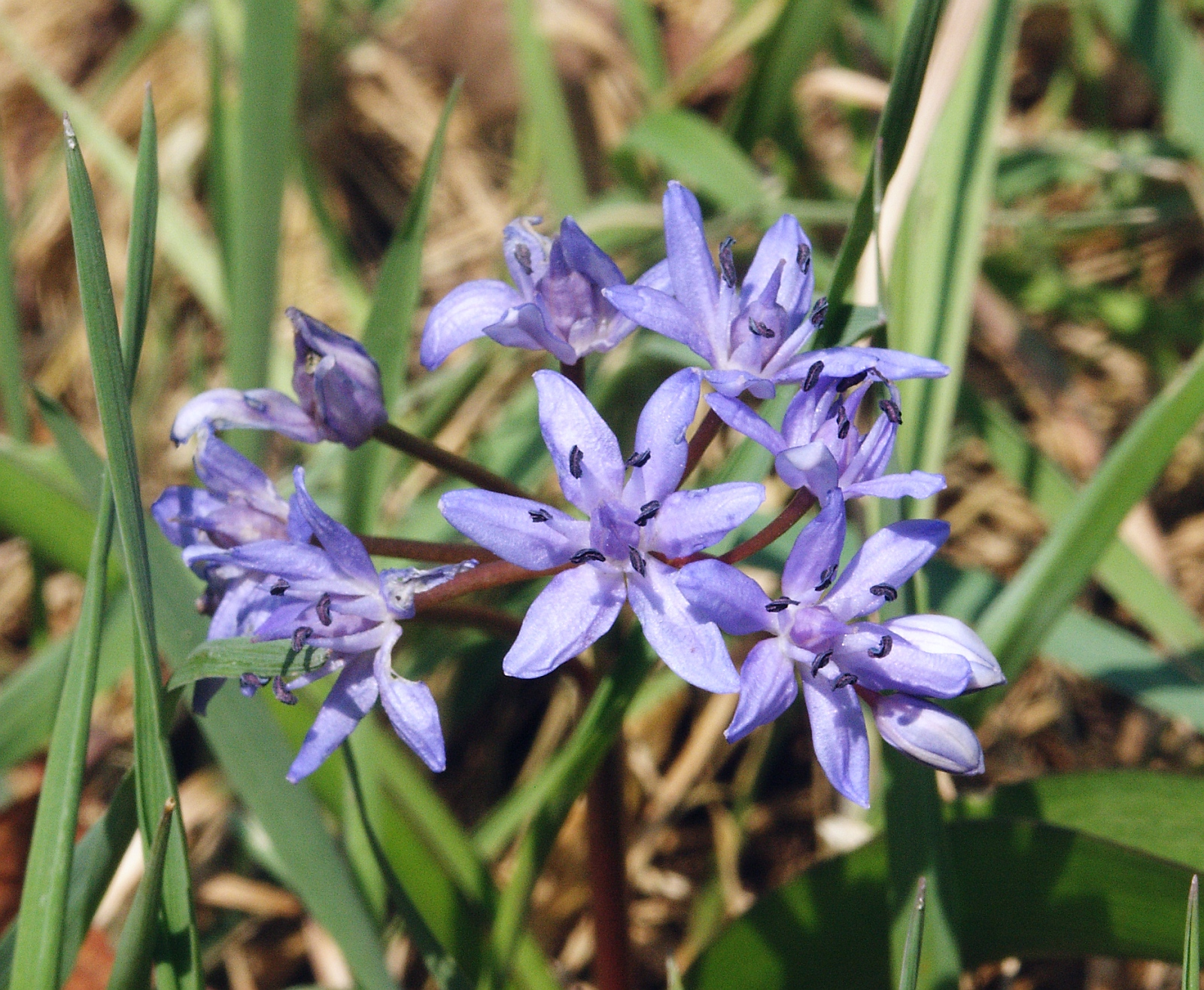
Scille à deux feuilles.

## Espaces connexes

### Natura 2000
Deux zones du réseau Natura 2000 influent sur la ZNIEFF « Secteur forestier de Borrèze » :
- « Coteaux calcaires de Borrèze »[9],[10] sur laquelle ont été recensées treize espèces animales dont le Damier de la succise (Euphydryas aurinia), papillon inscrit à l'annexe II de la directive habitats de l'Union européenne. Vingt espèces végétales y ont aussi été répertoriées dont cinq en commun avec la ZNIEFF « Secteur forestier de Borrèze » ; cette zone, entièrement incluse dans le Secteur forestier de Borrèze est constituée de coteaux xérophiles calcicoles situés sur les communes de Borrèze, Salignac-Eyvigues et Simeyrols ;
- « Coteaux calcaires de la vallée de la Dordogne »[11],[12] ; cette zone qui s'étend au total sur 3 686 hectares et concerne 25 communes du département de la Dordogne est partiellement incluse dans le Secteur forestier de Borrèze, pour trois de ses communes : Carlux, Orliaguet et Peyrillac-et-Millac.

### ZNIEFF
Trois ZNIEFF de type I sont incluses — entièrement pour les deux premières et partiellement pour la troisième — dans la ZNIEFF « Secteur forestier de Borrèze » :
- « Coteaux calcaires du secteur de Borrèze »[3],[4] : cette zone de coteaux situés sur les communes de Borrèze, Salignac-Eyvigues et Simeyrols inclut intégralement la zone Natura 2000 des Coteaux calcaires de Borrèze à laquelle s'ajoutent quelques autres sites ; cinq espèces animales y ont été recensées dont une déterminante de reptiles , la Coronelle girondine (Coronella girondica) ; 61 espèces végétales y ont été répertoriées dont treize en commun avec la ZNIEFF « Secteur forestier de Borrèze » ;
- « Hêtraie du Claud »[5],[6], se situe entièrement sur Salignac-Eyvigues, au nord-est du château du Claud ;
- « Grottes de la Forge et environs »[7],[8] : la partie ouest est sur Salignac-Eyvigues (à l'est du lieu-dit Barbeyroux), et la partie orientale dans le département du Lot, sur Souillac et très marginalement Lachapelle-Auzac.